# 香港魚類學會
香港魚類學會（英語：Ichthyological Society of Hong Kong）是在香港註冊的非牟利學術機構，以推廣魚類相關資料訊息為核心事務。

## 學會歷史
2008年9月1日，學會開始運作，初時由莊棣華先生擔任主席。2010年1月9日，學會於香港中央圖書館舉行成立典禮，並一連三天舉行了對外公開展覽。

## 會務範圍
香港魚類學會自2008年成立以來，積極向公眾人士推廣魚類教育，包括舉辦魚類工作坊、溪流導賞團、博物導覽（如晝行與夜行團）；又為報刊撰寫連載文《每週一魚》。
另外，學會還會致力於進行魚類學普及之各項工作：
- 有關魚類的學術研究工作及研討會
- 設立魚類展覽設施（如水族館）
- 為公眾開辦常識普及課程（工作坊）
- 向學校（中小學）提供學術支援、展覽和講座
- 應團體邀請，給予展覽與講座等活動
- 為政府、學術機構及民間組織等，就涉及魚類學範疇的事務，提供諮詢與支援[4][5]
- 接受委托進行論証、接收及收集各品種魚類[1][6]

該會期待通過加深本港魚類研究和推動普及魚類知識的同時，傳達對自然生態環境的保育理念，鼓勵普羅大眾，特別是年輕一代體驗與珍惜大自然。

## 學會架構
現時該會由香港資深魚類研究員暨資深生態攝影員莊棣華先生擔任會長。另外，該會再下分多個委員會，負責各項會務：
多個委員會會長:
- 學術委員會：維護所有事宜的正確性
  - 執行委員：
- 教育委員會：負責出版物與活動的教育質量
  - 執行委員：
- 資訊委員會：提供出版物及活動之資訊
  - 執行委員：
- 會務委員會：負責各項會務
  - 執行委員：
- 評審委員會：對各項事宜作出評審
- 編輯委員會：對出版物與各項媒體進行編輯

## 外部連結
- 香港魚類學會網站 （页面存档备份，存于）